# Elmoia nigrohalterata
Elmoia nigrohalterata är en tvåvingeart som först beskrevs av Octave Parent 1939.  Elmoia nigrohalterata ingår i släktet Elmoia och familjen styltflugor. Inga underarter finns listade i Catalogue of Life.